# Facies zeolitica
La facies zeolitica è la facies metamorfica di più basso grado. Prende il nome da alcuni minerali della famiglia delle zeoliti, alluminosilicati idrati, che in parte la caratterizzano.  È delimitata inferiormente dalla diagenesi e superiormente dalla facies a prehnite-pumpellyite. Le temperature e le pressioni modeste che si raggiungono in questa facies segnano, infatti, il passaggio dalla diagenesi al metamorfismo. 

## Caratteristiche delle rocce della facies zeolitica
La facies zeolitica spazia in un campo di temperature tra i 100 e 200 °C e le pressioni variano da circa 0,1 a 0,4 GPa, corrispondenti a profondità di 1-5 km. A questo stadio le rocce conservano ancora buona parte dei minerali del protolito. La comparsa della foliazione, causata dall'orientamento su piani paralleli dei minerali lamellari come le argille, le miche e le cloriti, caratterizza alcune rocce di questa facies. Una delle reazioni che indica il passaggio verso la facies a prehnite-punpellyite è quella che segna la comparsa dell'albite:

## Paragenesi in base al chimismo del protolito
Le principali paragenesi che sono presenti in questa facies a seconda del chimismo del protolito sono:
In rocce femiche:
- Heulandite, laumontite, entrambe con ± ossidi di Fe-Ti

In rocce pelitiche:
- Minerali delle argille a strati misti ± quarzo ± ossidi di Fe-Ti

In rocce quarzo-feldspatiche:
- Heulandite + analcime, laumontite + albite, entrambe con ± quarzo ± ossidi di Fe-Ti (la wairakite si può presentare al posto dell'heulandite; alcune rocce contengono clorite)

In rocce carbonatiche e a silicati di calcio:
- calcite, dolomite, quarzo, talco, minerali delle argille